# Eustachius (Vorname)
Eustachius ist ein männlicher Vorname.

## Herkunft und Bedeutung
Eustachius ist eine lateinische Ableitung des griechischen Namens Eustathios (Εὐστάθιος) nach dem heiligen Eustathios.
Der Name erscheint erst im frühen 16. Jahrhundert im meißnischen Raum, wahrscheinlich im Zuge der Bildung griechischer Namen durch Humanisten. Ältere griechische oder lateinische Namensträger sind nicht bekannt.
Die angenommene griechische Namensform wäre Eustachios (Ευστάχιος) von eu (ευ) gut und stachys (σταχυς), Ähre, die allerdings historisch nicht belegt ist.

## Verbreitung
Der Name ist in England als Eustace verbreitet in Anlehnung an den heiligen Eustachius, den Schutzpatron der Jäger. Auch in Süditalien ist er typisch, vor allem in Puglia, der Basilicata und in Kalabrien.

## Varianten
- lateinisch Eustachius
- deutsch Eustachius, Eustach
- englisch Eustace, Kurzform Stace
- französisch Eustache
- italienisch Eustachio, Eustacchio
- polnisch Eustachy
- portugiesisch Eustaquio, Eustáquio
- rumänisch Eustațiu
- russisch Евстахий
- spanisch Eustaquio, Eustacio
- tschechisch Eustác
- ungarisch Euszták

Weibliche Formen
- englisch Eustacia
- italienisch Eustachia, Eustacchia

## Namenstag
Der Namenstag des heiligen Eustathios (Eustachius) († um 118) ist der 20. September.
Weitere Namenstage sind:
- 29. März; heiliger Eustachius von Neapel, Bischof
- 10. Juni, seliger Eustachius Kugler (1867–1946)
- 30. August, seliger Eustáquio van Lieshout
- 3. September, seliger Eustachius Felix

## Namensträger

### Eustachius

#### Einzelname
- Eustachius (eigentlich Eusthatius; † um 118), christlicher Märtyrer in Rom
- Eustachius von Harras (um 1500–1561), der letzte des Adelsgeschlechts derer von Harras zu Lichterwalde
- Eustachius von Schlieben (um 1505–1568), kurfürstlicher Rat in Brandenburg
- Eustachius von Knobelsdorff (1519–1571), deutscher neulateinischer Lyriker und Epiker
- Eustachius II. von Harras (um 1580–1658), Erb- und Gerichtsherr der Rittergüter Eichenberg bei Kahla und Oßmannstedt  bei Weimar

#### Zweitname
- Bartholomäus Eustachius (1500/1513–1574), italienischer Arzt und einer der Mitbegründer der Anatomie

#### Vorname
- Eustachius Dindemüller (1886–1957), badischer Mundartdichter
- Eustachius Federl (1732–1787), katholischer Titularbischof und Apostolischer Vikar von Verapoly in Kerala, Indien
- Eustachius Gabriel (1724–1772), Kirchenmaler des Barock aus Oberschwaben
- Eustachius Grasmann (1856–1935), deutscher Forstwissenschaftler in Japan
- Eustachius Jeger (1653–1729), Ratskonsulent und Verfasser der Schwäbisch Gmünder Rechtsbücher
- Eustachius Kugler (1867–1946; eigentlich Josef Kugler), Ordensmitglied der Barmherzigen Brüder vom hl. Johannes von Gott
- Eustachius de Lannoy (1715–1777), flämischer Adeliger, General, Oberkommandierenden der Streitkräfte des indischen Königreiches Travancore
- Eustachius von Rogalinski (1842–1898), Rittergutsbesitzer und Mitglied des Deutschen Reichstags

Zwischenname
- Johann Eustachius Goldhagen (1701–1772), deutscher Philologe, Pädagoge und Schulleiter
- Mathias Eustachius Föderl, Gastwirt und Namensgeber des Stachus

### Eustachio
- Eustachio Manfredi (1674–1739), italienischer Astronom, Mathematiker und Dichter
- Eustachio Zanotti (1709–1782), italienischer Astronom und Geometer

### Eustaquio / Eustacio
- Eustaquio Ilundáin y Esteban (1862–1937), Erzbischof von Sevilla und Kardinal
- Eustáquio van Lieshout SSCC (bürgerlicher Name: Hubert van Lieshout; 1890–1943), niederländischer Ordenspriester, 2006 seliggesprochen
- Eustaquio Méndez (1784–1849), Militärführer im Unabhängigkeitskrieg von Bolivien, dem damaligen Alto-Peru
- Eustaquio Pastor Cuquejo Verga (1939–2023), paraguayischer Ordensgeistlicher, Erzbischof von Asunción
- Eustacio Rizo (* 1971), mexikanischer Fußballspieler